# Tovarochloa
Tovarochloa là một chi thực vật có hoa trong họ Hòa thảo (Poaceae).

## Loài
Chi Tovarochloa gồm các loài: